# Voroșîlivka, Tîvriv
Voroșîlivka (în ucraineană Ворошилівка) este localitatea de reședință a comunei Voroșîlivka din raionul Tîvriv, regiunea Vinnița, Ucraina.

## Demografie
Componența lingvistică a localității Voroșîlivka
     Ucraineană (97,11%)
     Rusă (2,33%)
     Alte limbi (0,48%)
Conform recensământului din 2001, majoritatea populației localității Voroșîlivka era vorbitoare de ucraineană (97,11%), existând în minoritate și vorbitori de rusă (2,33%).